# 邵恩 (明朝宦官)
邵恩（1471年—1526年），字天赐，原姓葛氏，正德时期的内官监掌印太监。去世后由吏部尚书、内阁大学士杨一清撰写墓志铭。

## 生平
成化七年（1471年），出生。
弘治六年（1493年），进入宫廷，侍奉仁寿宫的明宪宗孝惠皇后，赐姓“邵”。
弘治八年（1495年），赏赐牙牌。
弘治十一年（1498年），赏赐冬帽。
弘治十五年（1502年），升任御马监右监丞。
正德元年（1506年），升任御马监左监丞。
正德二年（1507年），任内官监右少监、掌印太监。
正德十六年（1521年），明武宗朱厚照去世，明世宗朱厚熜继位，侍奉清宁宫的兴献王朱祐杬慈孝献皇后。
嘉靖三年（1524年），赏赐禄米。
嘉靖五年（1526年），去世。

## 亲属
- 葛彦令（祖父）
- 戴氏（祖母）
- 葛孟四（父）
- 金氏（母）